# Promenade des Glaciers
La promenade des Glaciers (Icefields Parkway en anglais), aussi connu sous le nom d'autoroute 93 (Highway 93), est une route pittoresque située en Alberta au Canada. Elle traverse dans le sens Nord-Sud les montagnes Rocheuses à travers le parc national Banff et le parc national Jasper. Elle relie les villes de Lake Louise et de Jasper.
La route longue de 230 kilomètres (143 miles) fut achevée en 1940 et fut nommée d'après le champ de glace Columbia, visible tout au long de la route.
La route est très fréquentée durant la saison estivale, avec un pic de trafic de l'ordre de 100 000 véhicules par mois en juillet et août. La route est essentiellement une route à deux voies à accès non contrôlée avec plusieurs sections de dépassements. Le tracé a été étudié afin de minimiser les virages en lacets, les principaux dangers proviennent des animaux sauvages et de l'inadvertance des automobilistes. La route est empruntée par de nombreux cyclistes. L'hiver, elle est particulièrement dangereuse et est régulièrement fermée à cause des avalanches.
Un laissez-passer est nécessaire afin d'emprunter la route, des guichets de péages sont situés près de Lake Louise et Jasper. Les poids lourds y sont interdits et la vitesse maximale est limitée à 90 km/h. En hiver, les chaînes à neige ou des pneus radiaux « toutes saisons » sont obligatoires pour pouvoir emprunter la route.

## Route
En partant de Lake Louise, la promenade des Glaciers rencontrent les différents sites remarquables suivants :
- le glacier Crowfoot ;
- la rivière Bow, sommet (2 088 m) et le lac Peyto ;
- le canyon de Mistaya Canyon ;
- le Saskatchewan River Crossing ;
- Parker Ridge ;
- champ de glace Columbia (glacier Athabasca) ;
- Icefield Centre ;
- les chutes Athabasca ;
- le col de Sunwapta et les chutes de Sunwapta.

Des aires de repos sont situées tout au long de la route, certains même permettant le camping, avec des équipements basiques tels que eau et barbecue en pierre.
La route est faisable à vélo, le trajet s'effectuant en 3 à 5 jours.
Les services sont très limités, le centre touristique Icefield Centre n'est ouvert que du mois d'avril au mois d'octobre, et il n'existe qu'une seule station essence, située à Saskatchewan River Crossing.

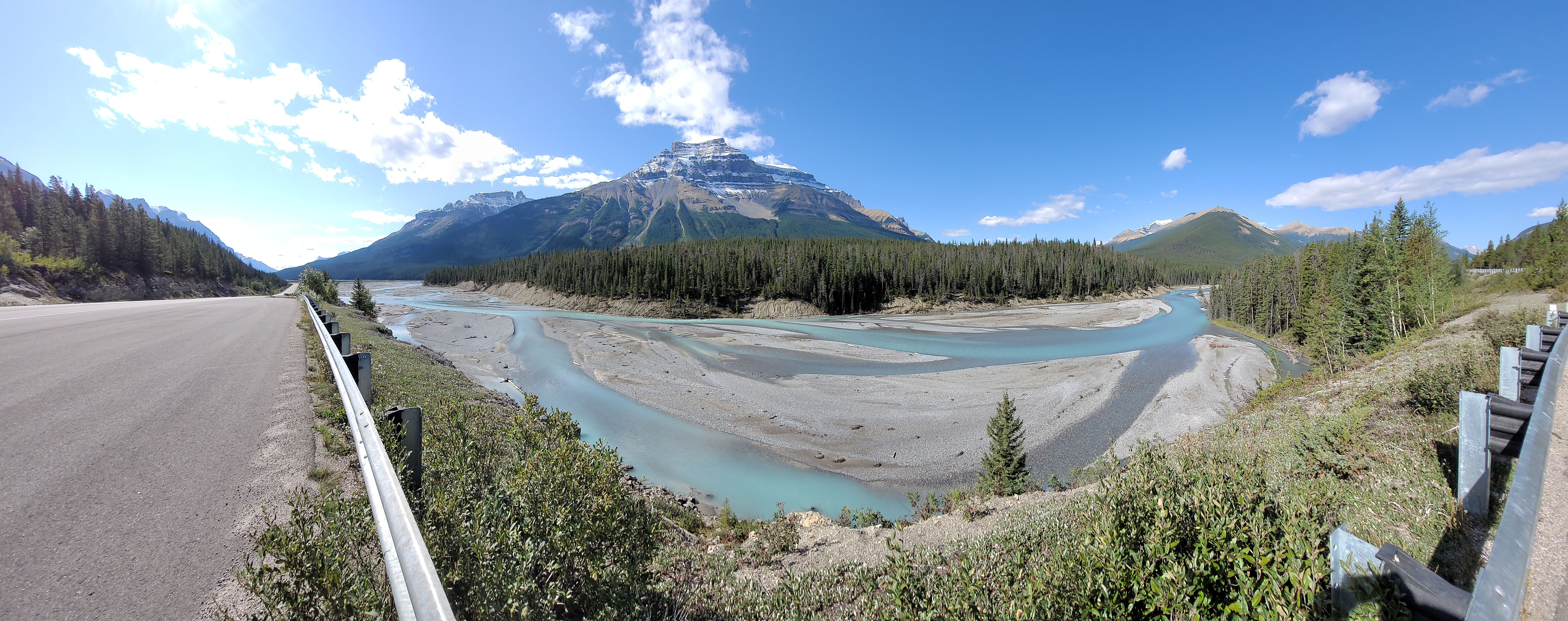
Sur la route Icefields Parkway près du camping Norman Creek (2021).
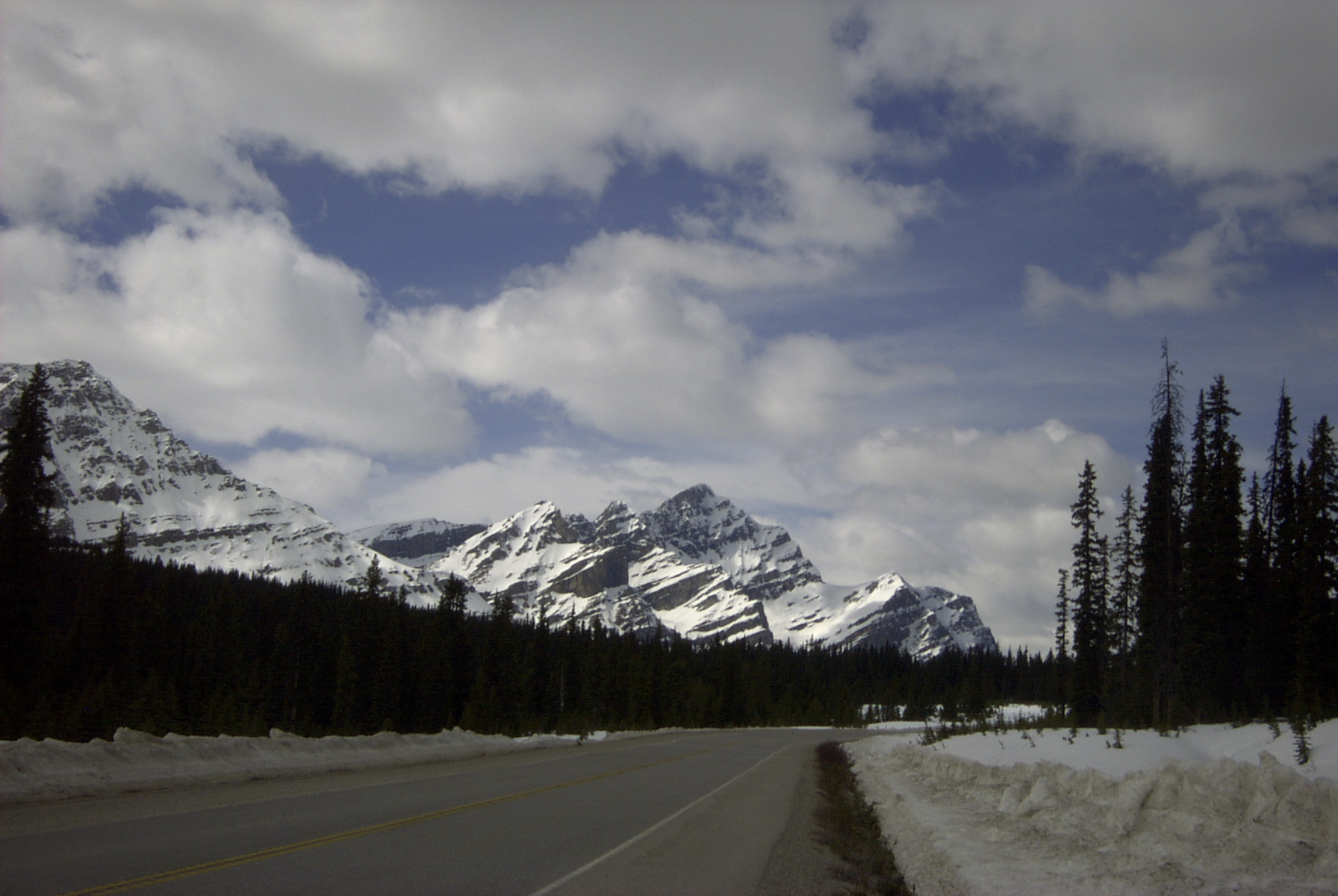
Vue de la promenade des Glaciers.
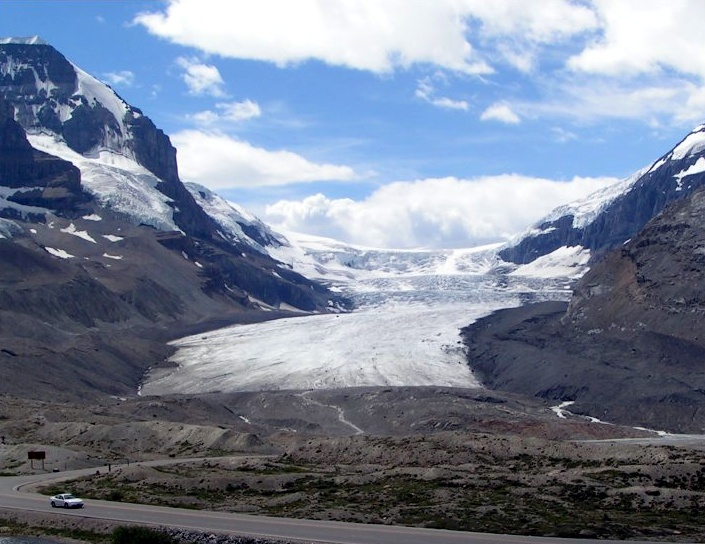
Le glacier Athabasca.